# Starihov Vrh
Staríhov Vŕh je naselje v Sloveniji.